# UTC−00:44
UTC-00:44 시간대는 협정 세계시보다 44분 늦은 시간대이다. 

## 시간대
1919년 3월 1일부터 1972년 5월 1일까지 라이베리아에서 표준시로 사용되었다. 라이베리아는 1919년 3월 1일 이전까지 GMT-0:43:08을 표준시로 사용했으며 1972년부터 UTC-0을 표준시로 사용하고 있다.